# Ludvig Schytte
Ludvig Schytte (28. april 1848 i Aarhus – 10. november 1909, Berlin) var en dansk komponist, pianist og uddannet farmaceut.
Han var oprindeligt uddannet farmaceut, men hans musikalske drift førte ham til Anton Rée og senere Edmund Neupert, under hvem han udviklede sig som klaverspiller. Det var dog særlig som klaverkomponist, han skulle vinde navn. En udviklet klangsans og et intimt kendskab til klaverets instrumentale hjælpekilder præger hans talrige pianokompositioner, hvoraf der er udkommet en stor samling, dels i Danmark, dels på udenlandske forlag, for størstedelen mindre pjecer i karakterstykkestilen, men dog også enkelte større værker (en sonate og en koncert med orkester).
Rejste i 1884 på det Anckerske Legat til Tyskland, studerede i Weimar (under Liszt) og derefter i Berlin. Hans første større komposition, en klaverkoncert med orkester i Cis-Mol (Op. 28), blev udgivet i 1885 i Karlsruhe.
Desuden har han komponeret en dramatisk sangscene "Hero" (1898), opført på det Det kongelige teater, samt operetterne "Der Mameluk" (Wien 1903) og "Der Student von I Salamanca" (Wien 1909).